# (102) Miriam
(102) Miriam – planetoida występująca w pasie głównym planetoid. 

## Odkrycie
Została odkryta przez Christiana Petersa 22 sierpnia 1868 roku w Clinton położonym w hrabstwie Oneida w stanie Nowy Jork. Nazwa planetoidy pochodzi od imienia Miriam, siostry Mojżesza.

## Orbita
(102) Miriam jest obiektem o średnicy ok. 83 km, krążącym w średniej odległości 2,66 jednostek astronomicznych od Słońca, na co potrzebuje 4 lata i 125 dni. Wykonuje jeden pełny obrót wokół własnej osi w czasie ok. 15 godzin i 47 minut.